# Plena Manlibro de Esperanta Gramatiko
Plena Manlibro de Esperanta Gramatiko (PMEG, Nederlands: Volledige handleiding van de Esperantogrammatica) is een boek dat de Esperantogrammatica op een gemakkelijk te begrijpen manier uitlegt, voornamelijk geschreven door Bertilo Wennergren. Het is vooral gericht op gewone Esperantisten die de grammatica, de woordconstructie, de schrijfwijze en de uitspraak van het Esperanto willen bestuderen.
Om makkelijker te begrijpen te zijn voor de gemiddelde lezer, maakt het geen gebruik van traditionele grammaticale begrippen. Voorbeelden van de gebruikte begrippen zijn "O-vorto" (Nederlands: O-woord) in plaats van "substantivo" (Nederlands: zelfstandig naamwoord) en "rolvorteto" (Nederlands: rolwoordje) in plaats van "prepozicio" (Nederlands: voorzetsel). Deze nieuwe begrippen zijn bovendien beter geschikt om Esperanto te beschrijven dan de traditionele begrippen. Volgens de traditionele terminologie zouden de woorden "tiu" (Nederlands: die), "ambaŭ" (Nederlands: beide) en "ties" (Nederlands: diens) bijvoeglijke naamwoorden zijn, maar ze gedragen zich heel anders dan de andere bijvoeglijke naamwoorden die eindigen op "a"; het woord "A-vorto" (Nederlands: A-woord) groepeert woorden die zich hetzelfde gedragen samen.
PMEG is vooral een praktische gids en niet echt een theoretisch werk voor taalkundigen, in tegenstelling tot de Plena Analiza Gramatiko (Nederlands: Volledige analytische grammatica).
Tussen 1995 en 2006 was PMEG alleen op het internet te vinden, maar sinds 2006 is de gedrukte versie, uitgegeven door Esperanto-USA, ook te koop.
Alleen Wennergren is verantwoordelijk voor de inhoud van PMEG, maar veel andere mensen hebben geholpen met het proces van het maken van het boek.